# Edwin McArthur
Edwin McArthur (24 de setembro de 1907 - 24 de fevereiro de 1987) foi um pianista, acompanhista e maestro estadunidense. De 1935 até 1955 foi acompanhador da soprano Kirsten Flagstad.
McArthur nasceu em Denver, Colorado e começou a estudar como pianista profissinoal e estudar piano na Escola Juilliard e mudou-se para Nova Iorque como professor e organista. Ele casou-se em 1930 com Blanche.
Fez sua estréia como maestro durante sua turnê pela Austrália em 1938. Em 1941 ele tornou-se o primeiro maestro nasceu estadunidense a trabalhar no Metropolitan Opera House, conduzindo Flagstand e Lauritz Melchior em Tristan und Isolde. Sempre associado a Ezio Pinza e John Charles Thomas. Foi também, por vinte e três anos, diretor da Ópera Municipal St. Louis. Conduziu a Sinfônica de Harrisburg de 150 até 1974 e de 1967 até 1972 foi o diretor da Escola de Música Eastman. Em 1976 ele conduziu Die Walküre de Wagner no Teatro San Carlo em Nápoles.